# Pharmacia Biotech
Pharmacia Biotech var ett bioteknikföretag under 1990-talet, med huvudkontoret i Uppsala, med stora internationella framgångar. 
Företagets grund fanns i Pharmacias dextran-baserade separationsprodukt Sephadex, som gick tillbaka på upptäckter och uppfinningar av Björn Ingelman, Per Flodin och Jerker Porath. Pharmacia flyttade 1950-1951 från Stockholm till de forskare i Uppsala man samarbetade med. Verksamheten fick 1959 namnet The Sephadex Group. Sephadex och dess efterföljare såldes till forskningslaboratorier och läkemedelsindustrier världen över. 1967 skedde namnbyte till Pharmacia Fine Chemicals. Samma år startades en fabrik i Umeå för tillverkning av kolonner och instrument. Försäljningen tog ordentlig fart när Pharmacia kunde leverera system i form av medier och instrument i slutet på 1970-talet. År 1982 lanserades kromatografisystemet FPLC, som blev en stor framgång. Samma år ändrades rörelsens namn till Separation Products Division. Denna division var aldrig en dominerande del av Pharmacia; som mest ungefär en fjärdedel av omsättningen. Men den betraktades som spjutspetsen och bidrog till att lyfta övriga affärsområden som var ögon, läkemedel och diagnostika. Under senare delen av 1980-talet fick separationsprodukterna problem med en hårdnande konkurrens och en mindre lyckad fusion är 1986 med LKB, ett svenskt företag som vidareutvecklat instrumentidéer från The Svedberg och Arne Tiselius. Den fusionerade verksamheten fick namnet Pharmacia LKB Biotechnology.
1990 gick Pharmacia ihop med Procordia. Svenska staten blev därmed ny storägare i bioteknikverksamheten, som 1992 bytte namn till Pharmacia Biotech. Verksamheten blev då en självständig del av Procordia med egna bolagiserade enheter över hela världen, som sålde för 1,9 miljarder kronor och hade 2 200 anställda. Pharmacia Biotech blev i och med försäljningen av statliga Pharmacia till allmänheten också fristående från Pharmacia. 
1997 fusionerades Pharmacia Biotech med brittiska Amershams Life Science Division till Amersham Pharmacia Biotech med huvudkontor i Uppsala och en sammanlagd årlig försäljning på 0,7 miljarder USA-dollar och med 3 600 anställda. Pharmacia & Upjohn ägde 45% av detta bolag fram till 2001 då Amersham blev 100-procentig ägare under namnet Amersham Biosciences.
2004 köpte General Electric Amersham och omvandlade Amersham Biosciences till GE Healthcares Life Sciences-division med dotterbolaget GE Healthcare Bio-Sciences AB i Uppsala.
GE Healthcare Life Sciences  (GE Biopharma) säljs för 21.4 miljarder USD till det amerikanska företaget Danaher Corporation. Efter prövning av flera olika konkurrensmyndigheter slutfördes affären den 31 mars 2020. Verksamhetsområdet ansluts till Danaher som ett fristående bolag inom Danahers Life Sciences segment under namnet Cytiva. Som logotyp kommer Pharmacias gamla droppe att användas. Totalt har Cytiva verksamhet i 40 länder med 7 000 anställda, varav 1 652 i Uppsala och 547 i Umeå. Man är den största privata arbetsgivaren i Uppsala och den tredje största i Umeå. År 2019 omsatte Cytiva 3,3 miljarder dollar.
Danaher är ett amerikanskt hälsovårdskonglomerat med säte i Washington, D.C., United States.Koncernen har ca 67 000 anställda och mer än 20 rörelsebolag, som arbetar under mottot "Helping Realize Life's Potential". 